# Armée populaire yougoslave
Pour les articles homonymes, voir Armée populaire, JNA et JLA.
L’Armée populaire yougoslave (Jugoslavenska/Jugoslovenska narodna armija, JNA, en slovène Jugoslovanska ljudska armada, JLA) était l’armée de la république fédérative socialiste de Yougoslavie avant son effondrement.

## Origine

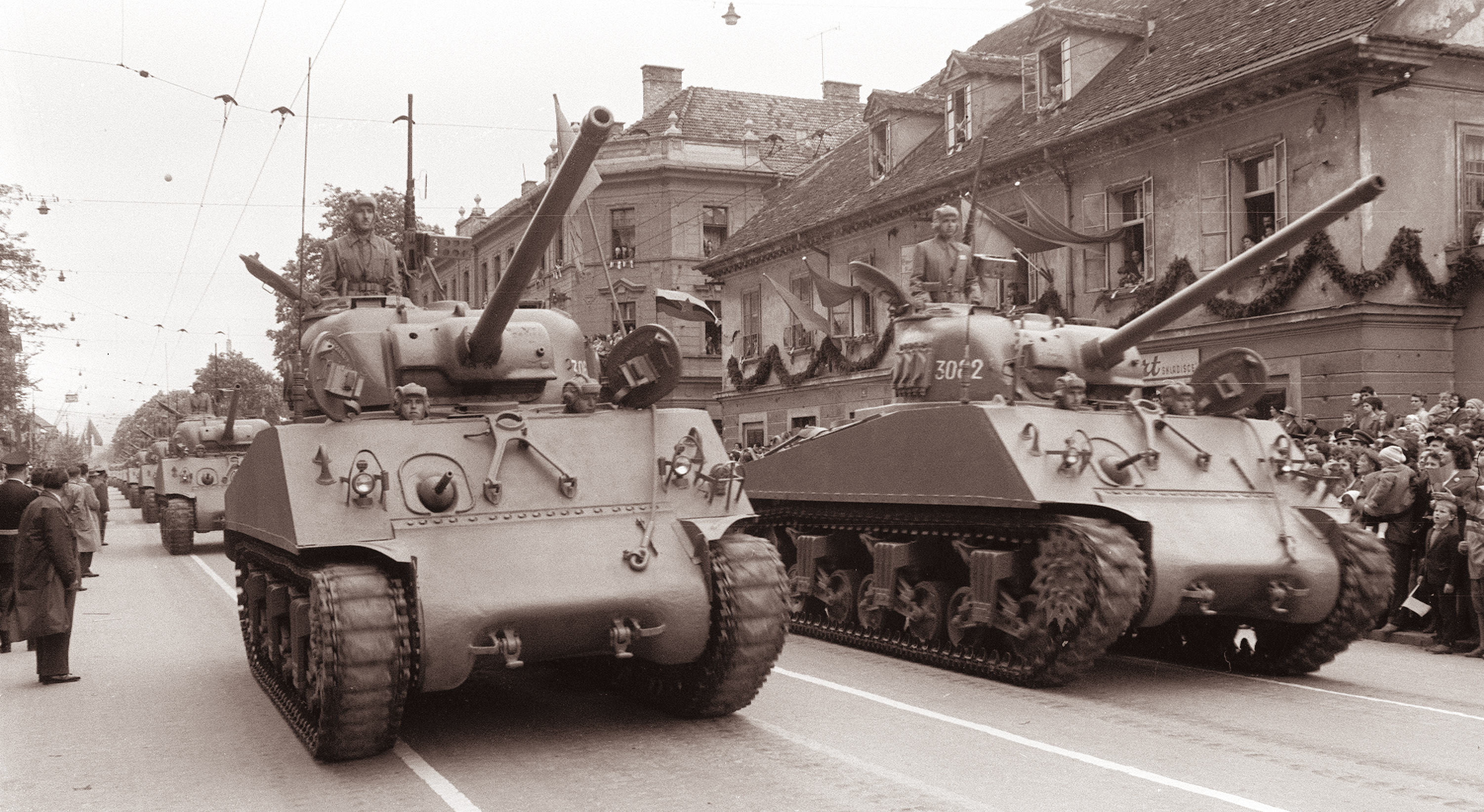
Chars M4A3E4 yougoslaves défilant en 1961 à Ljubljana.

Les origines de la JNA remontent à la Seconde Guerre mondiale, avec les Partisans de Yougoslavie (Narodnoslobodilačka vojska i partizanski odredi Jugoslavije – NOV i POJ) commandés par Tito, qui en 1942 prennent le nom d’« Armée populaire de libération ». En mars 1945, la NOVJ fut renommée Armée yougoslave (Jugoslovenska armija) et finalement se vit adjoindre l’adjectif populaire, pour souligner le caractère communiste de ses troupes, le 22 décembre 1951.
En 1969, fut créée la défense territoriale de la république fédérative socialiste de Yougoslavie.

## Organisation
La constitution de la république fédérative socialiste de Yougoslavie réservait le droit du sol à la citoyenneté yougoslave, mais se référait largement au droit du sang en reconnaissant six ethnies constitutives (sans compter les minorités) et six républiques fédérées : la JNA recrutait par région militaire et était censée être un creuset pour les recrues des six républiques ainsi qu'un « ascenseur social » ouvert à tous, mais de nombreuses allégations furent émises concernant sa composition ethnique, par exemple le fait que dans les années 1990, 90 % des officiers auraient été Serbes ou Monténégrins.
La langue officielle de la JNA était le serbo-croate en écriture latine pour les troupes slovènes, croates ou bosniaques, et en écriture cyrillique pour les troupes serbes, monténégrines ou macédoniennes. Ainsi, tous les citoyens âgés de plus de 18 ans de la république fédérative socialiste de Yougoslavie devaient apprendre la langue officielle de leur pays, y compris s'ils étaient d'origine slovène, macédonienne, ou albanaise.
En août 1991 l'Armée de Yougoslavie se composait de 3 régions militaires et du secteur naval englobant la mer Adriatique.
La 1re région militaire de Belgrade, commandée par le général Života Panić comptait 40 000 soldats, 968 chars de combat, 633 véhicules blindés, 1 392 pièces d'artillerie dont 92 lance-roquettes multiples. Elle comprenait la Serbie du Nord (dont la Voïvodine) et la Bosnie-Herzégovine, et était composée de :
- 4e régiment de Sarajevo ;
- 5e régiment de Banja Luka ;
- 12e régiment de Novi Sad, commandé par le général Andrija Biorčević ;
- 17e régiment de Tuzla ;
- 24e régiment de Kragujevac ;
- 37e régiment de Užice ;
- 1re division prolétarienne d'infanterie mécanisée de Belgrade commandé par le général Dragoljub Aranđelović ;
- 1re brigade mixte anti char de Belgrade ;
- 454e brigade mixte anti char de Derventa ;
- 389e brigade d'artillerie de Banja Luka.

La 2e région militaire de Zagreb, commandée par le général Života Avramović remplacé par Konrad Kolšek, comptait 35 000 soldats, 711 chars de combat, 367 véhicules blindés, 869 pièces d'artillerie dont 64 lance-roquettes multiples. Elle comprenait la Slovénie, la Croatie et le « secteur naval de l'Adriatique », étant composée de :
- 9e régiment de Knin commandé par Tomislav Trajčevski, en 1989 Spiro Niković puis le général Vladimir Vuković, puis depuis juin 1991 par le colonel Ratko Mladić promu général le 4 octobre 1991 ;
- 10e régiment de Zagreb commandé par le général Dušan Uzelac ;
- 13e régiment de Rijeka ;
- 14e régiment de Ljubljana commandé par Dane Popović puis le général Jovan Pavlov ;
- 31e régiment de Maribor commandé par Dane Popović puis le général Mico Delić ;
- 32e régiment de Varaždin commandé par le général Vladimir Trifunović ;
- 580e brigade mixte d'artillerie de Karlovac ;
- Flotte de guerre dont :
  - 5e secteur militaire maritime de Pula ;
  - 8e secteur militaire maritime de Šibenik ;
  - 9e secteur militaire maritime de Boka (Kumbor) ;
  - 108e brigade mixte d'artillerie ;
  - 89e centre maritime ;
  - 86e régiment d'infanterie de marine de Split.

La 3e région militaire de Skopje comptait 41 000 soldats, 729 chars de combat, 472 véhicules blindés, 1 190 pièces d'artillerie dont 60 lance-roquettes multiples. Elle comprenait la Serbie du Sud (dont le Kosovo), le Monténégro et la Macédoine du Nord, et se composait de :
- 2e régiment de Titograd ;
- 21e régiment de Niš ;
- 41e régiment de Bitola ;
- 42e régiment de Kumanovo ;
- 51e régiment de Bitola ;
- 52e régiment de Priština ;
- 211e brigade de blindés de Niš ;
- 243e brigade de blindés de Skopje ;
- 150e brigade mixte d'artillerie de Vranje ;
- 102e brigade mixte anti-char de Gnjilane.

En raison de la dislocation de la Yougoslavie, la JNA fut officiellement dissoute en mai 1992. La partie restée loyale au gouvernement fédéral de Belgrade fut rebaptisée « Armée de Yougoslavie » tandis que les républiques souhaitant sortir de la Fédération (Slovénie, Croatie, Bosnie-Herzégovine, Macédoine du Nord) rapatrièrent leurs troupes sur leurs territoires respectifs. En Bosnie-Herzégovine toutefois, environ la moitié des recrues refusèrent de rejoindre l'Armée Bosniaque et formèrent les armées des Serbes de Bosnie et des Croates de Bosnie. À partir de l'Armée de Yougoslavie sont également nées les actuelles Armée de Serbie et Armée du Monténégro.

## Infrastructure et équipement
L’industrie de l’armement représentait une part importante du secteur de l’industrie lourde yougoslave, ainsi, avec des exportations d’un montant de 3 milliards de dollars annuels[Quand ?], celle-ci représentait le double des revenus du secteur touristique.
Le complexe militaro-industriel yougoslave pouvait satisfaire tous les besoins en matériels de l’armée yougoslave, elle exportait même environ 30 % de sa production, ce qui la positionnait dans les dix plus grands producteurs mondiaux d’armements.
À cette époque, 56 complexes industriels et environ un millier de sous-traitants constituaient l’industrie de l’armement yougoslave
44 % des capacités de production étaient en Serbie, 42 % en Bosnie-Herzégovine, 7,5 % en Croatie et le restant dans les autres républiques et régions.
La JNA avait des infrastructures modernes avec des bases aériennes et centres de contrôle souterrains. La plus grande et la plus connue était la base aérienne de Željava à proximité de Bihać à la frontière entre la Croatie et la Bosnie-Herzégovine. Abandonnée en 1992 lors du retrait de la JNA, celle-ci fut détruite à l'aide de 56 tonnes d'explosifs.
- Origine de l'équipement militaire :

Force terrestre
La majorité de l’équipement des forces terrestres était produit localement par le complexe militaro-industriel. Les productions sous licence et importations de matériels avaient principalement pour origine les anciens pays du pacte de Varsovie. Zastava Arms, entre autres, produisait des armes légères.
Force aérienne
La Yougoslavie avait également développé sa propre industrie aéronautique avec les constructeurs SOKO à Mostar (Bosnie-Herzégovine) et UTVA à Pančevo (Serbie). Une partie de la production fut exportée en Birmanie et en Libye.
Marine
La marine militaire yougoslave bénéficiait du savoir-faire des chantiers navals de l’Adriatique, dont la Yougoslavie était un des pays leader dans ce secteur jusqu’à la fin des années 1980.

## Armement léger
En 1956-1957, la JNA adopte les pistolets Zastava M57 et pistolets mitrailleurs Zastava M56 et M65, puis à partir de 1964 de fusils semi-automatique Zastava M59/66. Les fantassins yougoslaves se dotèrent ensuite de dérivés de l'AK-47 sous la forme des :
- FA Zastava M64 puis M70 ;
- Zastava M72 ;
- Zastava M76 ;
- Zastava M91 ;
- Zastava M84.

## Exportations
Char de combat M-84
En 1979, le gouvernement yougoslave acquit une licence de production du char T-72 auprès des soviétiques. Le premier prototype fut construit en 1982 et la production débuta en 1984.
Plus de 700 exemplaires furent produits. On estime que 500 exemplaires du M-84 et M84A ont été produits pour la JNA.
La production des pièces était décentralisée sur l'ensemble du territoire yougoslave, et le lieu d'assemblage et de finalisation était à Slavonski Brod (Croatie) dans l'usine Đuro Đaković.
En 1989, le Koweït commanda 200 exemplaires du M-84.
Avions militaires
- Soko G-2 Galeb, avion d'entraînement dont la production s'étala de 1963 à 1983.

La version G-2A-E fut exportée à 112 exemplaires en Libye et 6 exemplaires en Zambie.
- Soko G-4 Super Galeb, avion d'entraînement et de support au sol dont la production débuta en 1983.

Le G-4 Super Galeb fut exporté à 12 exemplaires en Birmanie.
- Soko J-21 Jastreb, avion d'entraînement, reconnaissance et d'attaque dont le premier vol eut lieu en 1967.

Le J-21 Jastreb fut exporté à 34 exemplaires en Libye et 13 exemplaires en Zambie.
- Soko J-22 Orao, avion d'attaque, de support aérien et de reconnaissance, il fut produit depuis 1981 à 201 exemplaires en coopération avec la Roumanie (IAv Craiova, maintenant Avioane).